# Мадлен Л'Енґл
Мадлен Л'Енґл (англ. Madeleine L'Engle) (29 листопада 1918 — 6 вересня 2007) — американська письменниця, відома творами для дітей і дорослих; особливо за свої романи: «Складка часу» (1962), та її сіквели «Вітер на порозі», «Планета, що крениться», «Водяна безодня», «Слушна нагода». Роботи письменниці відображають її релігійні погляди та інтерес до сучасної науки.

## Біографія

### Ранні роки
Мадлен Л'Енґл народилася 19 листопада 1918 року в Нью-Йорку. Ім'я отримала в честь прабабусі. Матір письменниці також звали Мадлен; вона була піаністкою. Її батько, Чарльз Водсворт Кемп, був письменником, критиком й іноземним кореспондентом. За словами Мадлен, її батько піддався атаці гірчичним газом під час Першої світової війни, що призвело до пошкодження його легень. Згодом інші родичі письменниці оскаржували цю інформацію. Її дідусь по материнській лінії, Біон Барнетт, був одним із засновників Барнет Банк в Джексонвілл, Флорида.
У 5 років Мадлен Л'Енґл написала своє перше оповідання, а у 8 почала вести щоденник. Але ці перші кроки в літературі не позначилися на її успіхові в приватній школі Нью-Йорка. Вчителі вважали її сором'язливою, незграбною і навіть нерозвиненою. Тому Мадлен Л'Енґл весь час проводила за книгами. У її батьків часто виникали суперечки з приводу виховання Мадлен, тому юній письменниці доводилося відвідувати різні школи-інтернати та бути під наглядом гувернанток. Сім'я Ленглів часто переїжджала. Коли вони оселилися в Шато поблизу Французьких Альп, Мадлен Л'Енґл сподівалась на те, що чисте повітря зможе допомогти хворим легеням її батька. Там Мадлен відправили в Швейцарську інтернат-школу. Однак у 1933 році бабуся письменниці захворіла і сім'ї довелося переїхати ближче до Джексонвіллю, Флорида. Мадлен Л'Енґл почала відвідувати іншу школу-інтернат в Чарлстоні. Її батько помер в 1935 та Мадлен не встигла прибути додому, щоб попрощатися з ним.

### Подальше життя
Мадлен Л'Енґл вчилася в Коледжі Сміта з 1937 по 1941 рік. Після того, як вона з відзнакою закінчила коледж, письменниця переїхала в Нью-Йорк. У 1942 році на постановці п'єси Антона Чехова «Вишневий сад» вона познайомилася з актором Хью Франкліном. Через рік після публікації її першого роману «Дощик» вони одружились. У 1947 році народила дочку Жозефіну.
У 1952 молодята переїхали в старий фермерський будинок в Гошені, штат Коннектикут. Оскільки чоловік більше не працював актором, вони придбали й обладнали невеликий універсальний магазин; в той час, як Мадлен все ще займалася літературою. У тому ж році вона народила сина Біона. Чотири роки потому їх друзі загинули, залишивши семирічну доньку Марію, яку Франкліни незабаром удочерили. У той же період Мадлен Л'Енґл очолювала хор в місцевій конгрегаційній церкві.

### Кар'єра
У листопаді 1958 року Мадлен Л'Енґл зважилася покінчити з письменницькою діяльністю, отримавши чергове повідомлення про відмову. Незабаром вона усвідомила, що просто не може зупинитися і продовжує писати підсвідомо.
У 1959 році Мадлен з сім'єю вирішила переїхали назад в Нью-Йорк, щоб її чоловік міг продовжити акторську кар'єру. Перед переїздом сім'я вирушила в 10-тижневий похід з наметами, під час якого письменниця придумала ідею своєї найпопулярнішої книги «Складка часу». Вона закінчила цей роман в 1960 році. Отримала понад три відмов на публікацію, перш ніж віддала його Джону К.Фаррару. Роман був надрукований в 1962.
З 1960 по 1966 (а потім в 1989 і 1900) Мадлен Л'Енґл викладала в школі Святої Гільди і Святого Г'ю в Нью-Йорку. У 1965 році стала доброволицею в бібліотеці Собору Іоанна Богослова в Нью-Йорку. Пізніше довгий час викладала літературу в тому ж соборі. У 1960-і, 1970-і і 1980-і роки Мадлен Л'Енґл написала десятки книг для дітей і дорослих. Одна з її книг для дорослих «Two-Part Invention» написана після смерті її чоловіка від раку в 1986 році. Ця книга — мемуари її подружнього життя.

### Останні роки
У 1991 році Мадлен Л'Енґл серйозно постраждала в автомобільній аварії. Але вже до 1992 вона повністю оговталася і була готова до подорожі в Антарктиду. Її син, Біон Франклін, помер в грудні 1999 року на 47-му році життя.
В останні роки Мадлен вже не могла подорожувати або навчати студентів через остеопороз, який загострився після крововиливу в мозок, перенесеного в 2002 році. Вона також відмовилася від своїх семінарів та публічних виступів. Після 2001 року було опубліковано збірники її оповідань, що не друкувалися раніше.
Мадлен Л'Енґл померла 6 вересня 2007 року в будинку для літніх людей поблизу з її будинком в Літчфілді, штат Коннектикут. Вона похована в Соборі Іоанна Богослова в Нью-Йорку.

## Характеристика творчості
Мадлен Л'Енґл — авторка понад 50 книг серед яких проза, поезія, публіцистика. Попри різні жанри, з якими працювала письменниця, вона стала відомою світові завдяки серії наукового християнського фентезі для юнацтва.
У 1960 році із-під пера письменниці вийшла дитяча книга — фантастично-філософський роман «Складки часу». Через релігійний контекст було важко знайти видавця, однак у 1962 році книга побачила світ. Космічні лінії на простій обкладинці привернули увагу і тих, хто цікавилися фантастикою, і тих, кому вона не була цікава. В книзі зображено два світи: перший — фантастичний світ, в якому родина науковців переживає втрату батька через таємничий дослід, пов'язаний із межичассям, і діти вирушають у подорож космічними галактиками, щоб знайти тата, другий — це світ реальності, який тоді, після трагічної загибелі президента Кеннеді, трактувався у книзі як боротьба добра зі злом.
Роман «Складки часу» був початком квінтету, об'єднавши п'ять книг: «Складка часу», «Вітер крізь двері», «Планета, яка швидко нахиляється», «Багатоводдя» і «Допустима річ». У центрі повістей родина Мюрей (the Murry family), де батьки — науковці, зайняті дослідженнями у галузі фізики та астрономії й часто пов'язані з державними справами. Вони мають різних дітей — хлопців-двійнят, дівчинку Меґ та малюка Чарльза Воллеса. Двійнята — звичайні, захоплюються іграми та навчанням, а Меґ і Чарльзу Воллесу, які мають надприродні здібності, належить пройти космічні виміри разом із чарівницями, відвідати невідомі планети, зустріти дивовижних створінь, знайти і визволити тата із пастки Великого Зла.
В образі Меґ письменниця відобразила своє дитинство, власну несхожість на інших дітей. У 1963 році за повість «Складка часу» авторка отримала медаль імені Джона Ньюбері. Розмовляючи про дитячу літературу, письменниця зазначала:
|  | … немає нічого у дитячий книзі, чого ви ще не знаєте. Я не вчу вас – ви вчите мене. |

А на питання, що таке фантастика, відповідала:
|  | Хіба не все? |

## Твори
- «Дощик» (1945)
- «Обоє були молодими» (1949)
- «Познайомтесь з Остіном» (1960)
- «Складка часу» (1962)
- «Опівнічна місяць» (1963)
- «За 24 дні до Різдва» (1964)
- «Юний єдиноріг» (1968)
- «У кільці спокою» (1972)
- «Вітер на порозі» (1973)
- «Літо у прабабусі» (1974)
- «Ірраціональний період» (1977)
- «Планета, що крениться» (1978)
- «Кільце вічного світла» (1980)
- «Ходити по воді» (1980)
- «Винахід в двох частинах» (1988)[5]